# Trizogeniates
Trizogeniates är ett släkte av skalbaggar. Trizogeniates ingår i familjen Rutelidae.

## Dottertaxa tillTrizogeniates, i alfabetisk ordning[1]
- Trizogeniates aphilus
- Trizogeniates apicalis
- Trizogeniates barrerai
- Trizogeniates bicolor
- Trizogeniates bordoni
- Trizogeniates caiporae
- Trizogeniates calcaratus
- Trizogeniates catoxanthus
- Trizogeniates catsus
- Trizogeniates costatus
- Trizogeniates cribricollis
- Trizogeniates crispospinatus
- Trizogeniates dispar
- Trizogeniates eris
- Trizogeniates foveicollis
- Trizogeniates geminatus
- Trizogeniates goyanus
- Trizogeniates grandis
- Trizogeniates laevis
- Trizogeniates laticollis
- Trizogeniates montanus
- Trizogeniates ohausi
- Trizogeniates planipennis
- Trizogeniates schmidti
- Trizogeniates temporalis
- Trizogeniates terricola
- Trizogeniates tibialis
- Trizogeniates traubi
- Trizogeniates travassosi
- Trizogeniates trivittatus
- Trizogeniates venezuelensis
- Trizogeniates vittatus